# Khwadja-i Djahan
Khʷadja-i Djahan fou un títol portat per alts dignataris de diversos sultanats de l'Índia, especialment els de Delhi, els bahmànides de Dècan i els sultans de Madura. Va aparèixer sota Muhammad Shah II Tughluk (1325-1351) i va substituir progressivament a l'antic títol de sadr-i ali que portaven els wazirs. Entre els bahmànides el primer a portar el títol fou Nur al-Din, amiran-i sada de Dawlatabad, vers 1346.

## Alguns personatges notables amb aquest títol
- Khwadja-i Djahan Ahmad Ayaz
- Khwadja Surur
- Khwadja-i Djahan Azam-i Humayun
- Khwadja-i Djahan Astarabadi
- Khwadja-i Djahan Turk
- Khwadja-i Djahan Dakhni
- Malik Sarwar Khwadja-i Djahan (1394-1399), primer sultà de Jaunpur.